# BELIEVER 〜旅立ちの歌〜/アドレナリン
「BELIEVER 〜旅立ちの歌〜/アドレナリン」（ビリーバー たびだちのうた/アドレナリン）は、下川みくにの1stシングル。1999年4月28日にポニーキャニオンより両A面シングルとして発売された。

## 概要
- 規格は8センチCDで、ジャケットは縦長のものである。
- この直前の1999年3月末でチェキッ娘を卒業したばかりの下川が、広瀬香美プロデュースを受けて製作されたソロデビューシングル。ジャケット写真は千葉県館山市で、早朝に撮影された[1]。
- 「BELIEVER 〜旅立ちの歌〜」はDDIポケット、「アドレナリン」は三菱・タウンボックス（ビニール袋にはT-BOXとも表記）と、いずれもテレビコマーシャルソングに起用された。

## 収録曲
全曲 作詞・作曲：広瀬香美、編曲：井上ヨシマサ
1. BELIEVER 〜旅立ちの歌〜
2. アドレナリン
3. ELIEVER 〜旅立ちの歌〜 (original karaoke)
4. アドレナリン (original karaoke)

## 収録アルバム
BELIEVER 〜旅立ちの歌〜
- 39 （2000年3月1日発売）
- 392 〜mikuni shimokawa BEST SELECTION〜 （2002年9月19日発売）- 「studio live version」として収録
- Mikuni Shimokawa Singles & Movies（2005年8月18日発売）
- 9 -Que!!- 下川みくにセルフカバーアルバム（2008年3月19日発売）
- 翼 〜Very Best of Mikuni Shimokawa〜（2009年8月5日発売）

アドレナリン
- 39
- Mikuni Shimokawa Singles & Movies